# أسس القرن التاسع عشر
أسس القرن التاسع عشر ( Die Grundlagen des neunzehnten Jahrhunderts، 1899) هو كتاب للمؤلف الألماني المولد البريطاني هيوستن ستيوارت تشامبرلين. في الكتاب، يشجع تشامبرلين نظريات عنصرية مختلفة وخاصة فولكيش اللا سامية حول كيف رأى العرق الآري متفوقًا على الآخرين، والشعوب التوتونية كقوة إيجابية في الحضارة الأوروبية واليهود على أنها سلبية. كان الكتاب أكثر أعماله مبيعًا.

## الخلاصة
نشر الكتاب باللغة الألمانية، وركز على الفكرة المثيرة للجدل بأن الحضارة الغربية تتميز بعمق بتأثير الشعوب التوتونية. قام تشامبرلين بتجميع جميع الشعوب الأوروبية — ليس فقط الألمان، ولكن الكلت، والسلاف، واليونانيين، واللاتين — في " السباق الآري "، وهو سباق بني على الثقافة البدائية الهندية الأوروبية القديمة. على رأس السباق الآري، وفي الواقع، جميع الأجناس، رأى الشعوب الشمالية أو التوتونية.

## تاريخ النشر
تمتلك مكتبة الكونجرس الأمريكية وتدرج ستة إصدارات مميزة لهذا النص للسنوات التالية: 1911، 1912، 1913 (اثنان)، 1968، 2005.

## وصلات خارجية
- أسس القرن التاسع عشر على موقع الموسوعة البريطانية (الإنجليزية)